# Liste des évêques et archevêques de Gaète
L'archidiocèse de Gaeta est un archidiocèse catholique romain en Italie, avec résidence à Gaeta. Le diocèse est un suffragant de l'archidiocès de Rome.
Le diocèse date du  VIIIe siècle. En 1818 le diocèse de Fondi (it) avec le diocèse de Gaeta.  Il est élevé archidiocèse en 1848. 

## Évêques
- 787 – Campolo
- 830 – Jean Ier
- 845 – Kostantin
- 861 – Léon
- 867 – Ramfo
- 899 – Deusdedit
- 914 – Bono
- 933 – Pierre Ier
- 945 – Marin Ier
- 972 – Étienne
- 995 – Léon III
- 997 – Bernard
- 1049 – Léon IV
- 1090 – Rainald
- 1105 – Albert
- 1124 – Riccardo
- 1148 – Teodino
- 1151 – Trasmundo
- 1152 – Giacinto
- 1169 – Rinaldo II
- 1179 – Jean II.
- 1188 – Pierre II
- 1200 – Egidio
- 1217 – Adenolfo
- 1252 – Pierre III
- 1256 – Benvenuto
- 1276 – Bartolomeo Maltacea
- 1290 – Matteo Baraballo
- 1306 – Francesco Ier
- 1321 – Francesco II Gattola
- 1341 – Antonio Ier De Aribandis
- 1348 – Ruggero Frezza
- 1358 – Bernardo (?)
- 1376 – Jean III
- 1381 – Pietro IV Argis
- 1396 – Agostino
- 1397 – Umbertino
- 1399 – Nicola
- 1404 – Marino II
- 1422 – Antonio II di Zagarolo
- 1426 – Giovanni IV De Normandis
- 1442 – Felix
- 1444 – Giacomo
- 1461 – Francesco Patrizi
- 1494 – Paolo Odierna
- 1506 – Ferdinando di Ferrara
- 1442 – Felice
- 1444 – Giacomo
- 1461 – Francesco Patrizi
- 1494 – Baccio Ugolini
- 1506 – Ferdinando di Ferrara
- 1518 – Galeazzo Butringario
- 1518 – Tommaso De Vio
- 1535 – Stefano G. Merino
- 1537 – Pietro V. Hores
- 1541 – Antonio III. Lunello
- 1560 – Pietro VI. Lunello
- 1587 – Idelfonso Lasso Sedeño
- 1598 – Giovanni IV. de Ganges
- 1605 – Domingo (Pedro) de Oña OdeM
- 1634 – Giacinto II. de Cerro OP
- 1637 – Geronimo Domin Funes OCarm
- 1651 – Gabriele Ortiz de Orcè
- 1662 – Antonio IV. Paretes
- 1665 – Baldassarre de Valdes
- 1669 – Martino Ibañez de Villanueva
- 1676 – Antonio V. del Rio Culmenares
- 1678 – Lorenzo Mayers Caramuel
- 1683 – Giuseppe I. Sanz de Villaragut
- 1693 – Giuseppe II. Guerriero de Torres
- 1722 – Carlo I. Pignatelli
- 1730 – Giacomo II. Pinaque OCarm
- 1737 – Francesco IV. Lanfreschi
- 1738 – Gennaro Carmognani
- 1771 – Carlo II. Pergamo
- 1792 – Gennaro Francone
- 1797 – Riccardo Capece Minutolo
- 1802 – Michele Sanseverino
- 1802 – Giuseppe Iannitti (vicaire apostolique)
- 1818 – Francesco Buonomo
- 1827 – Luigi Maria Parisio

## Archevêques
- 1848 – Luigi Maria Parisio
- 1854 – Filippo Cammarota
- 1876 – Nicola Contieri OSBI
- 1892 – Francesco Niola
- 1920 – Anselmo Cecere (vicaire capitulaire)
- 1921 – Pasquale Berardi
- 1925 – Salvatore Baccarini (administrateur apostolique)
- 1926 – Dionigio Casaroli
- 1966 – Lorenzo Gargiulo
- 1970 – Daniele Ferrari
- 1973 – Luigi Maria Carli
- 1986 – Giovanni De Vellis (administrateur)
- 1986 – Vincenzo Maria Farano
- 1997 – Pier Luigi Mazzoni
- 2007 – Bernardo Fabio D’Onorio OSB
- 2016 - Luigi Vari